# Podkarpacka Kolej Aglomeracyjna
Podkarpacka Kolej Aglomeracyjna – system kolei aglomeracyjnej, łączący rzeszowskie osiedla z dworcem Rzeszów Główny oraz zapewniający połączenie kolejowe z Rzeszowem lotniska w Jasionce oraz najbliższych miast: Strzyżów, Przeworsk, Dębica, Kolbuszowa. Operatorem połączeń jest Polregio.
System wykorzystuje istniejący układ torów kolejowych, nowe są odcinek kolejowy łączący port lotniczy w Jasionce z linią kolejową nr 71 oraz niektóre stacje i przystanki.
Uruchomienie kursów Podkarpackiej Kolei Aglomeracyjnej nastąpiło 1 stycznia 2021 roku.

## Trasy

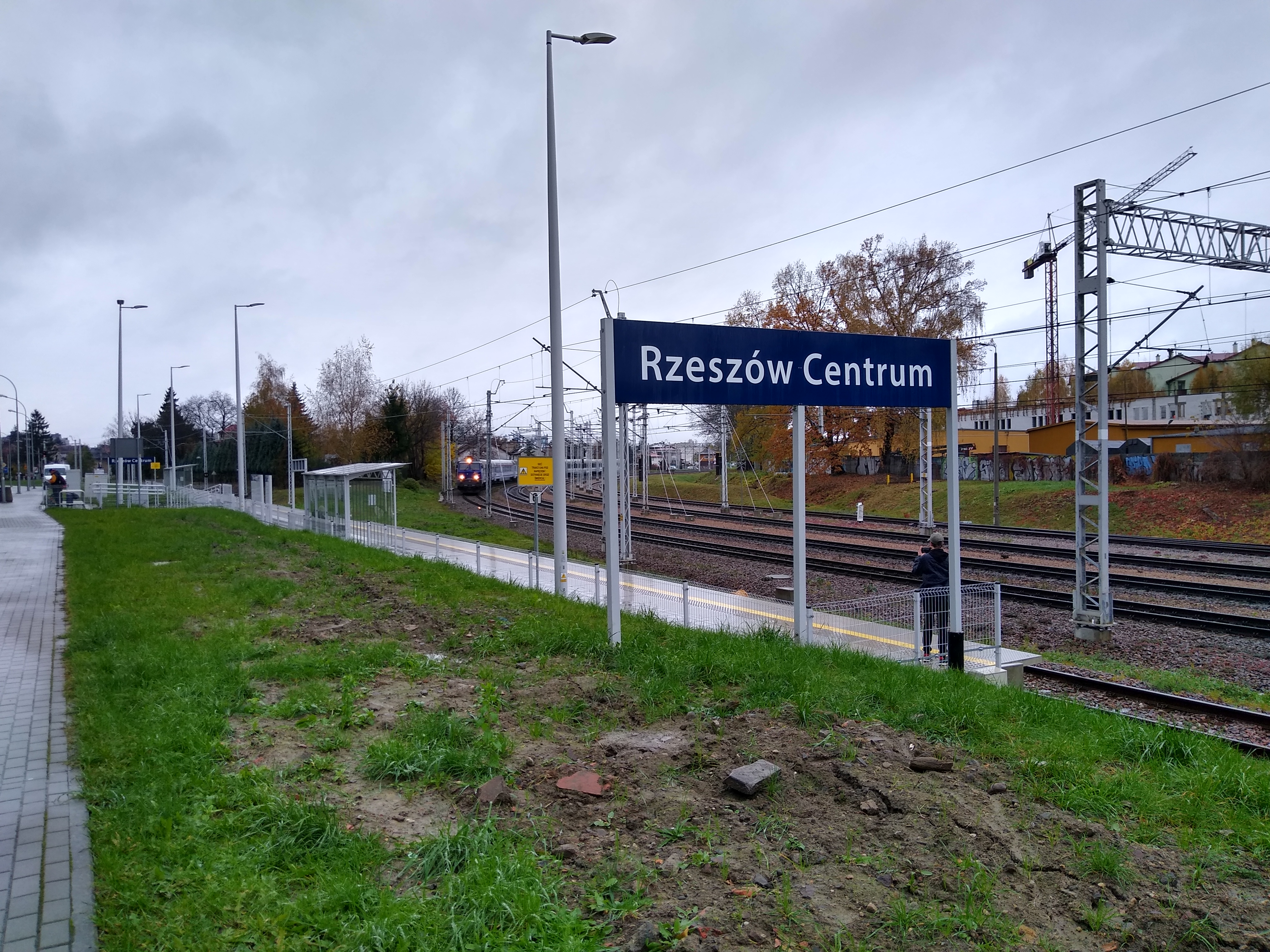
przystanek Rzeszów Centrum

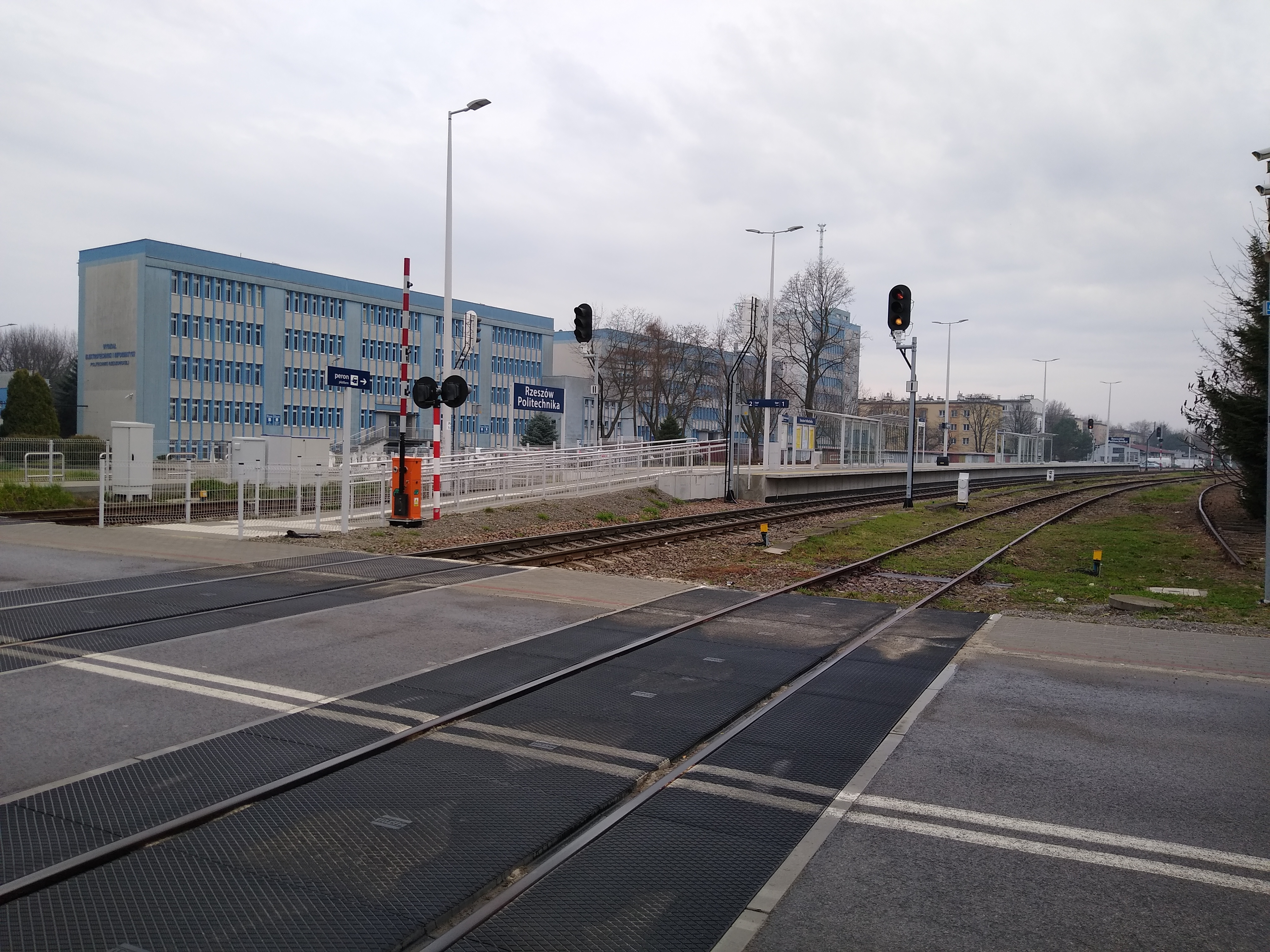
mijanka Rzeszów Politechnika

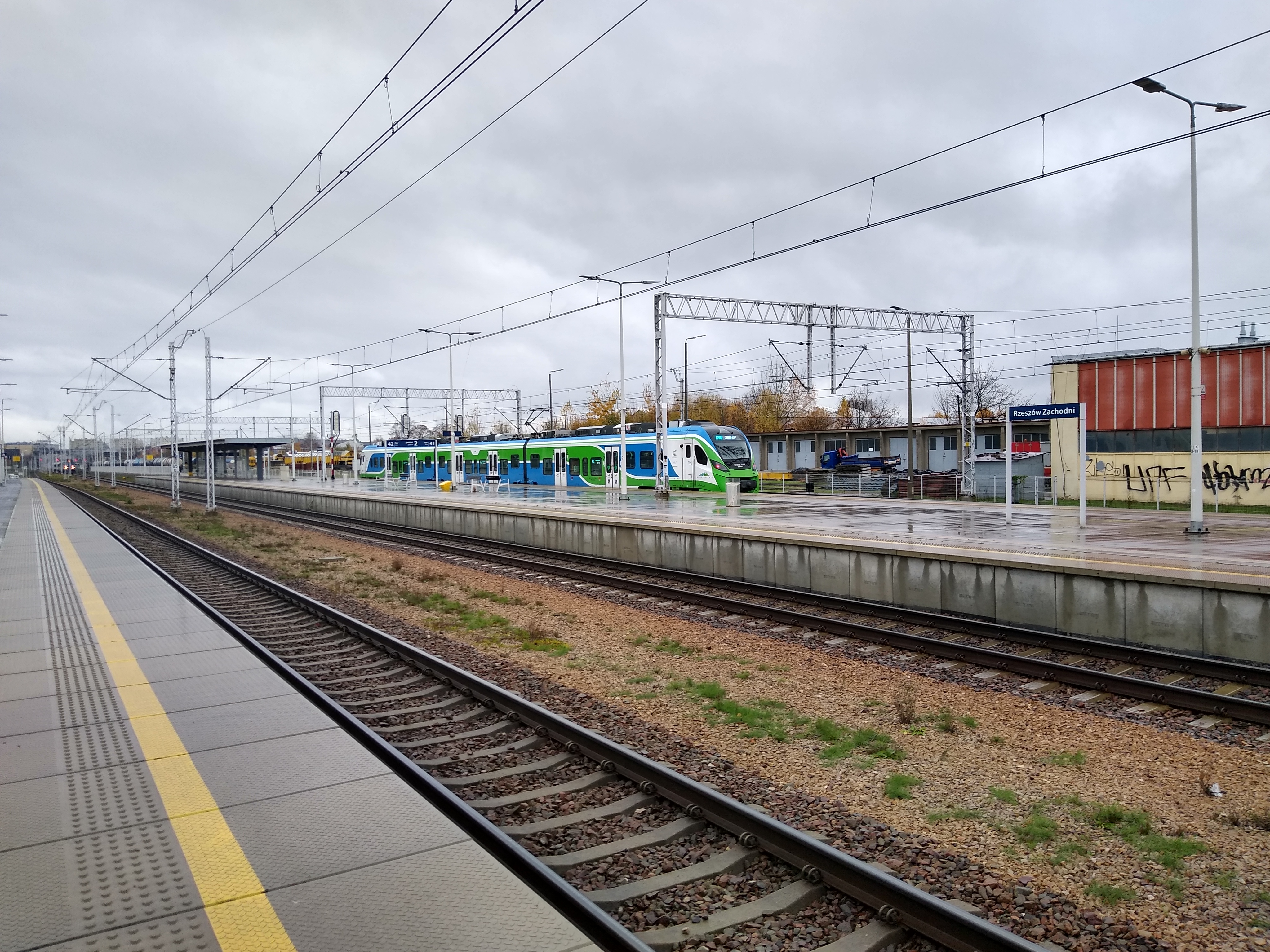
Rzeszów Zachodni

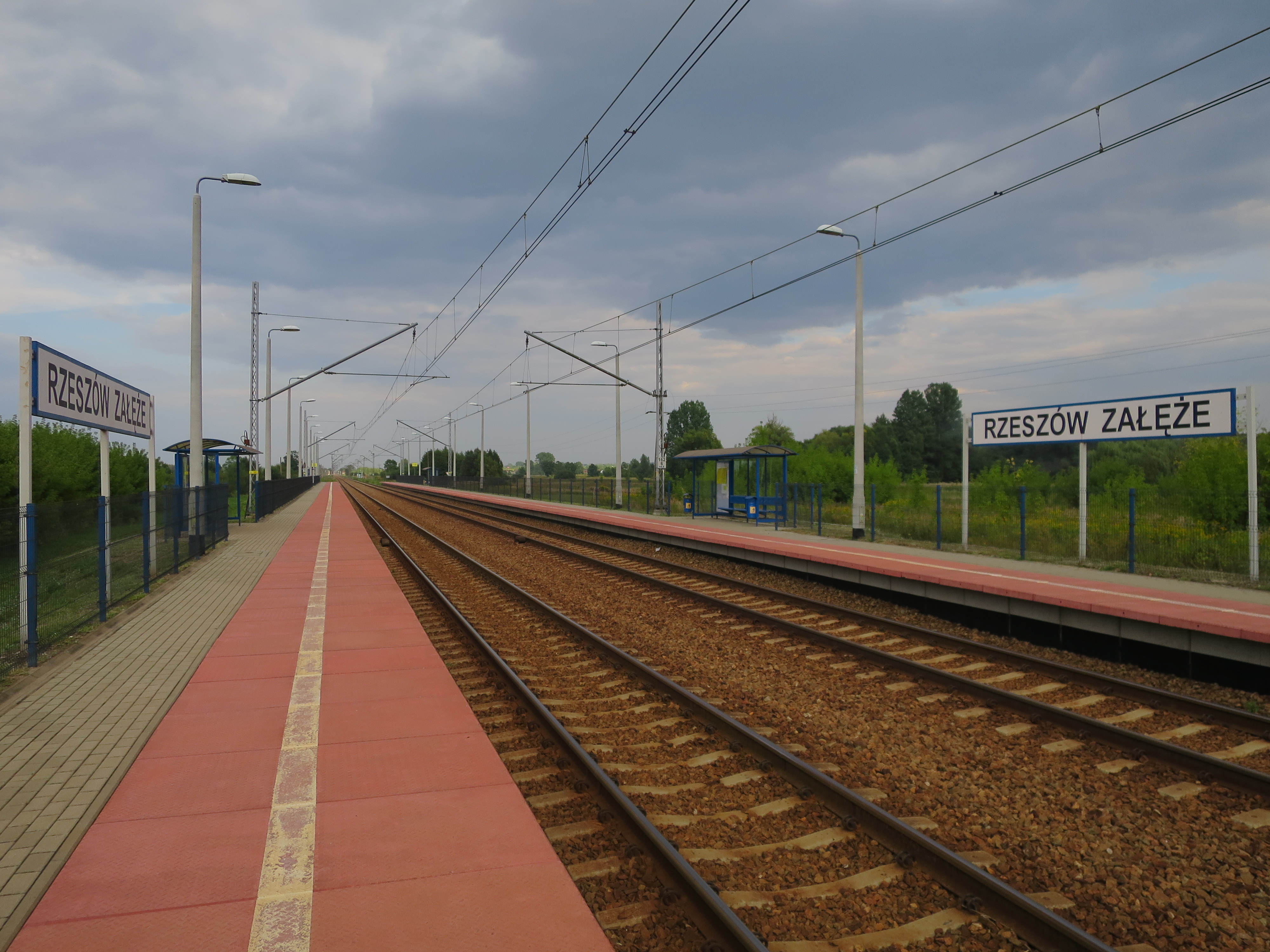
Rzeszów Załęże

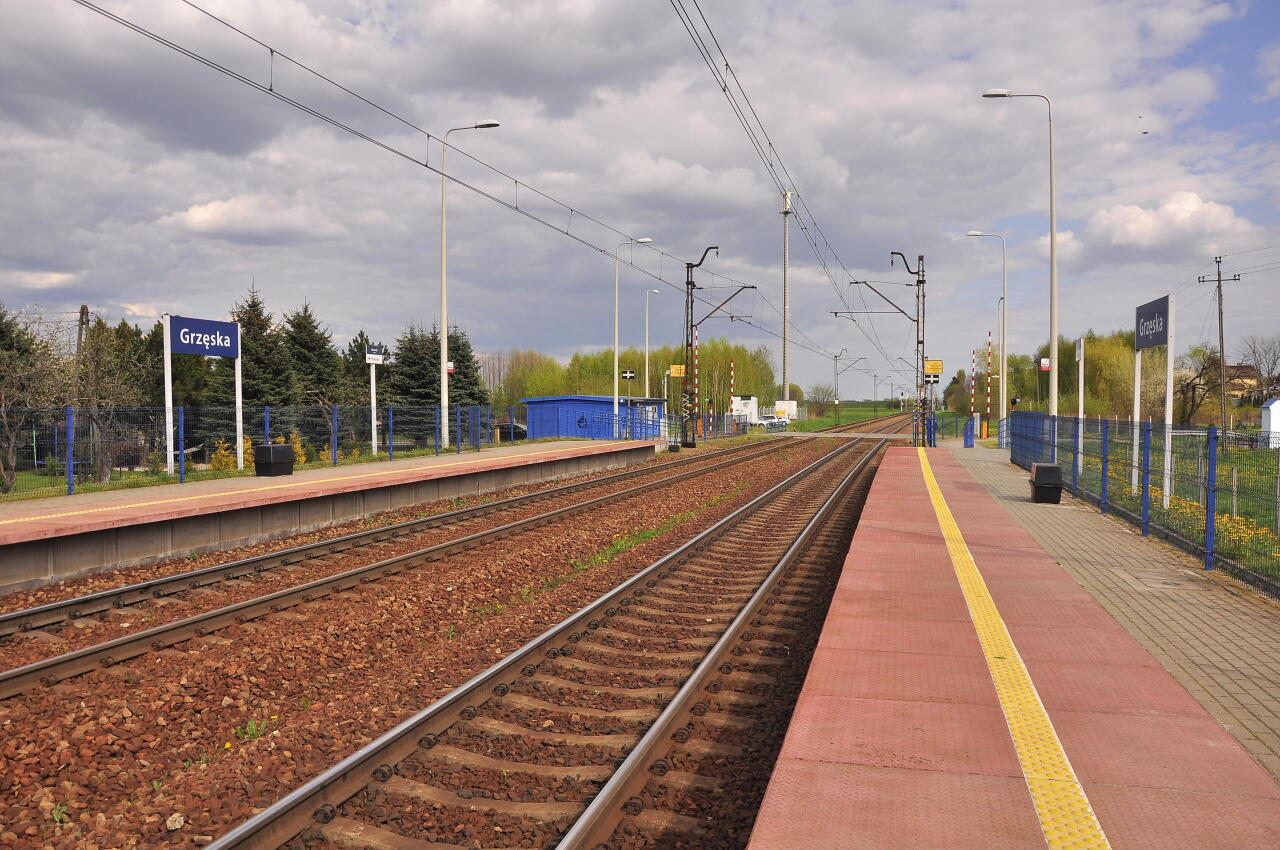
Grzęska

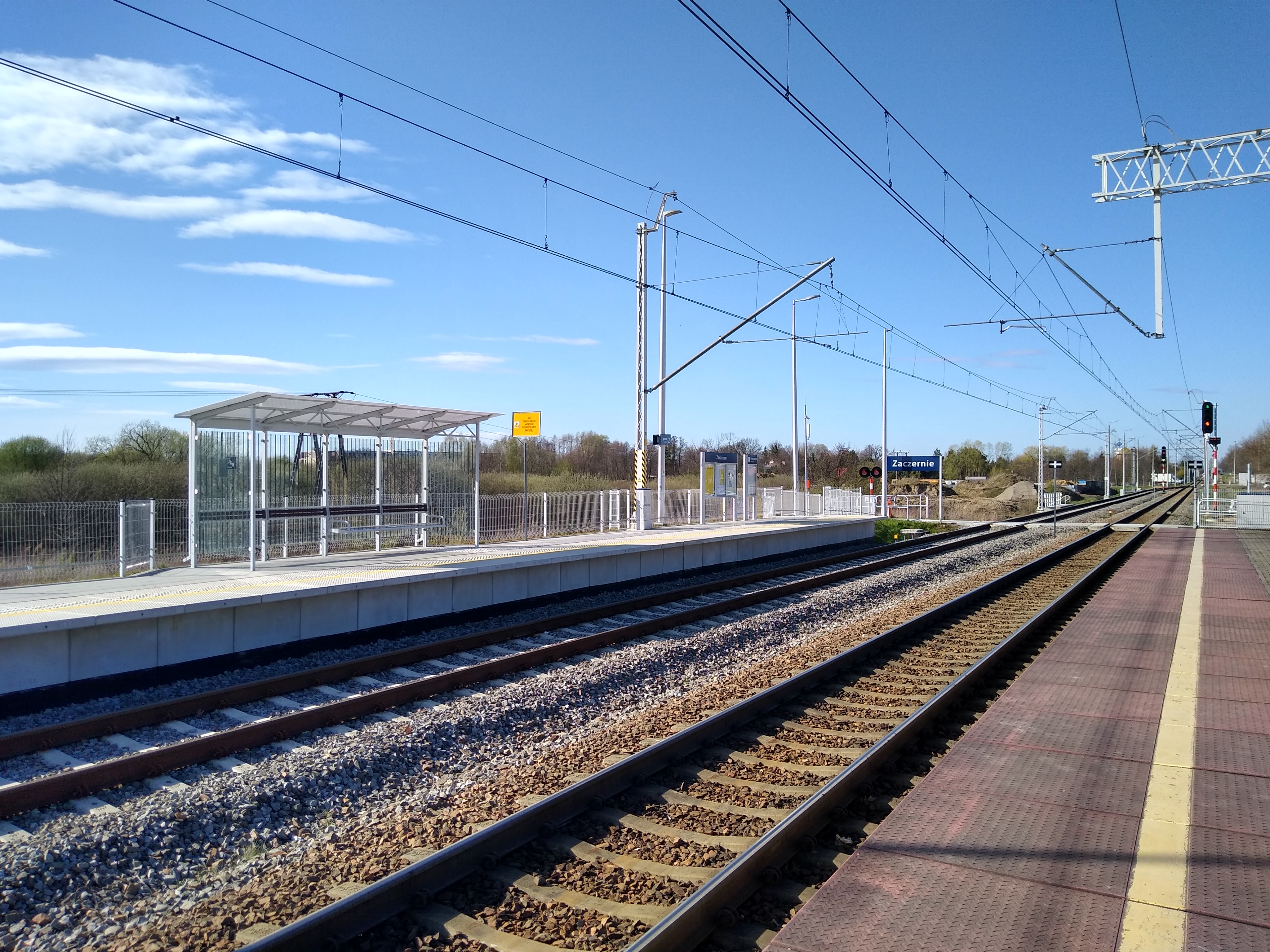
Zaczernie

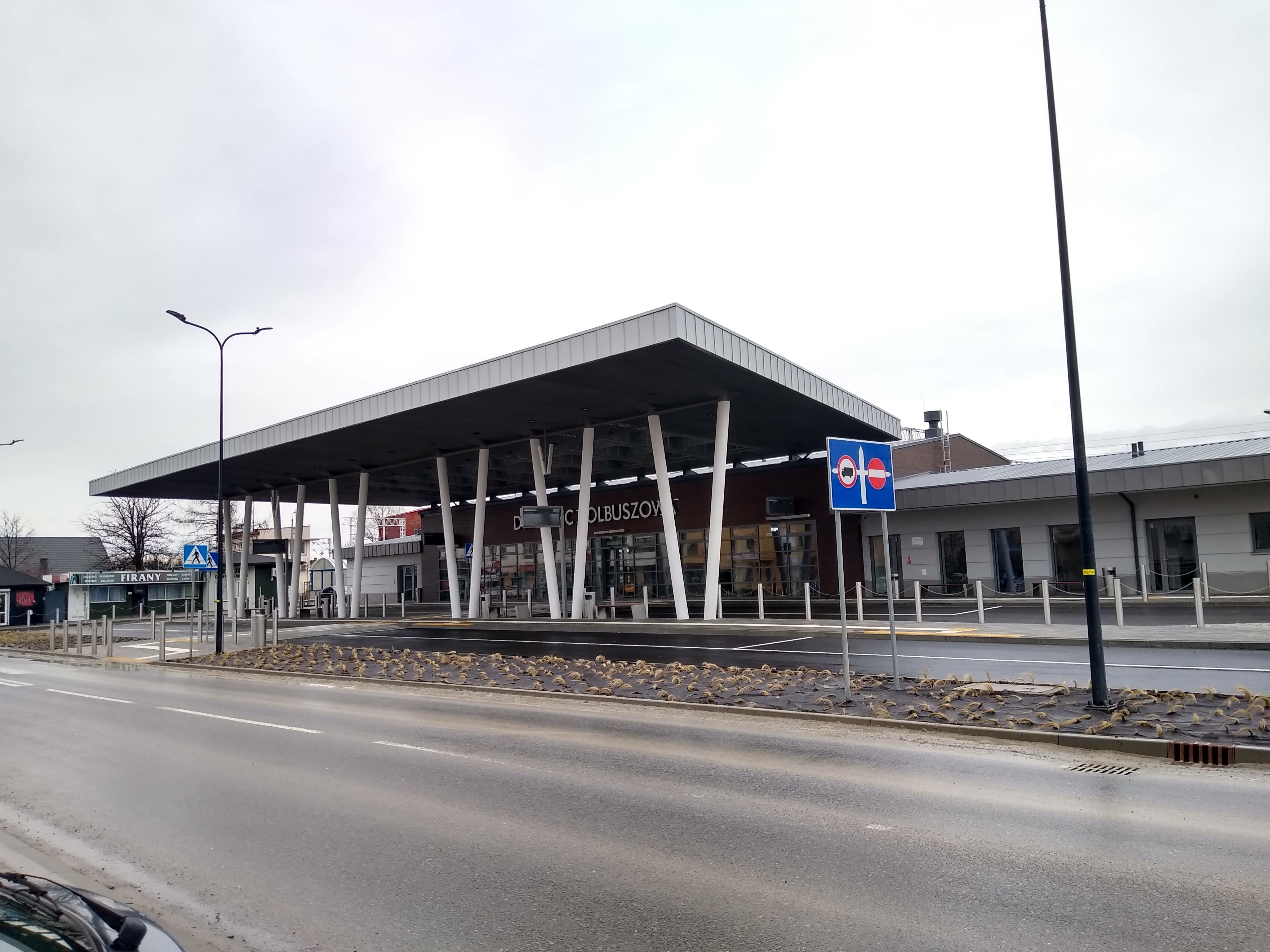
dworzec Kolbuszowa

| Km     | Nazwa                  | Miejscowość | Dzielnica                |
| ------ | ---------------------- | ----------- | ------------------------ |
| 0,000  | Rzeszów Główny         | Rzeszów     | Śródmieście              |
| 0,643  | Rzeszów Centrum        | Rzeszów     | Śródmieście              |
| 1,534  | Rzeszów Staroniwa      | Rzeszów     | Staroniwa                |
| 2,920  | Rzeszów Politechnika   | Rzeszów     | Staroniwa                |
| 3,568  | Rzeszów Osiedle        | Rzeszów     | Osiedle Zawiszy Czarnego |
| 5,980  | Rzeszów Zwięczyca      | Rzeszów     | Zwięczyca                |
| 7,621  | Boguchwała Dolna       | Boguchwała  | -                        |
| 8,985  | Boguchwała             | Boguchwała  | -                        |
| 11,335 | Lutoryż                | Lutoryż     | -                        |
| 13,015 | Wisłoczanka            | Zarzecze    | -                        |
| 15,312 | Babica                 | Babica      | -                        |
| 17,526 | Babica Kolonia         | Babica      | -                        |
| 20,373 | Czudec                 | Czudec      | -                        |
| 23,009 | Zaborów Błonia         | Zaborów     | -                        |
| 25,057 | Zaborów                | Zaborów     | -                        |
| 28,600 | Żarnowa                | Strzyżów    | -                        |
| 30,990 | Strzyżów nad Wisłokiem | Strzyżów    | -                        |

| Km     | Nazwa                         | Miejscowość          | Dzielnica      |
| ------ | ----------------------------- | -------------------- | -------------- |
| 0,000  | Rzeszów Główny                | Rzeszów              | Śródmieście    |
| 1,740  | Rzeszów Zachodni              | Rzeszów              | Śródmieście    |
| 3,136  | Rzeszów Baranówka             | Rzeszów              | Baranówka      |
| 5,309  | Rzeszów Dworzysko             | Rzeszów              | Pogwizdów Nowy |
| 7,252  | Rudna Wielka                  | Rudna Wielka         | -              |
| 10,144 | Świlcza                       | Świlcza              | -              |
| 14,241 | Trzciana                      | Trzciana             | -              |
| 19,600 | Będziemyśl                    | Będziemyśl           | -              |
| 23,249 | Sędziszów Małopolski Wschodni | Sędziszów Małopolski | -              |
| 25,702 | Sędziszów Małopolski          | Sędziszów Małopolski | -              |
| 30,609 | Ropczyce-Witkowice            | Ropczyce             | -              |
| 33,876 | Ropczyce                      | Ropczyce             | -              |
| 37,759 | Lubzina                       | Lubzina              | -              |
| 43,629 | Dębica Wschodnia              | Pustynia             | -              |
| 46,925 | Dębica                        | Dębica               | -              |

| Km     | Nazwa                | Miejscowość | Dzielnica   |
| ------ | -------------------- | ----------- | ----------- |
| 0,000  | Rzeszów Główny       | Rzeszów     | Śródmieście |
| 2,191  | Rzeszów Pobitno      | Rzeszów     | Pobitno     |
| 5,079  | Rzeszów Załęże       | Rzeszów     | Załęże      |
| 8,483  | Strażów              | Strażów     | -           |
| 13,885 | Krzemienica          | Krzemienica | -           |
| 16,672 | Łańcut               | Łańcut      | -           |
| 20,528 | Głuchów              | Głuchów     | -           |
| 23,601 | Kosina               | Kosina      | -           |
| 26.376 | Rogóżno koło Łańcuta | Rogóżno     | -           |
| 32,932 | Grzęska              | Grzęska     | -           |
| 36,817 | Przeworsk            | Przeworsk   | -           |

| Km     | Nazwa                   | Miejscowość       | Dzielnica             |
| ------ | ----------------------- | ----------------- | --------------------- |
| 0,000  | Rzeszów Główny          | Rzeszów           | Śródmieście           |
| 1,740  | Rzeszów Zachodni        | Rzeszów           | Śródmieście           |
| 2,402  | Rzeszów Staromieście    | Rzeszów           | Staromieście          |
| 3,877  | Rzeszów Miłocin         | Rzeszów           | Miłocin - św. Huberta |
| 6,145  | Zaczernie               | Zaczernie         | -                     |
| 8,670  | Rogoźnica koło Rzeszowa | Głogów Małopolski | -                     |
| 10,855 | Głogów Małopolski Niwa  | Głogów Małopolski | -                     |
| 12,103 | Głogów Małopolski       | Głogów Małopolski | -                     |
| 15,960 | Budy Głogowskie         | Budy Głogowskie   | -                     |
| 20,015 | Widełka                 | Widełka           | -                     |
| 26,342 | Kolbuszowa Górna        | Kolbuszowa Górna  | -                     |
| 29,420 | Kolbuszowa              | Kolbuszowa        | -                     |

| Km     | Nazwa                        | Miejscowość       | Dzielnica             |
| ------ | ---------------------------- | ----------------- | --------------------- |
| 0,000  | Rzeszów Główny               | Rzeszów           | Śródmieście           |
| 1,740  | Rzeszów Zachodni             | Rzeszów           | Śródmieście           |
| 2,402  | Rzeszów Staromieście         | Rzeszów           | Staromieście          |
| 3,877  | Rzeszów Miłocin              | Rzeszów           | Miłocin - św. Huberta |
| 6,145  | Zaczernie                    | Zaczernie         | -                     |
| 8,731  | Głogów Małopolski Południowy | Głogów Małopolski | -                     |
| 11,293 | Jasionka Lotnisko            | Jasionka          | -                     |

## Tabor

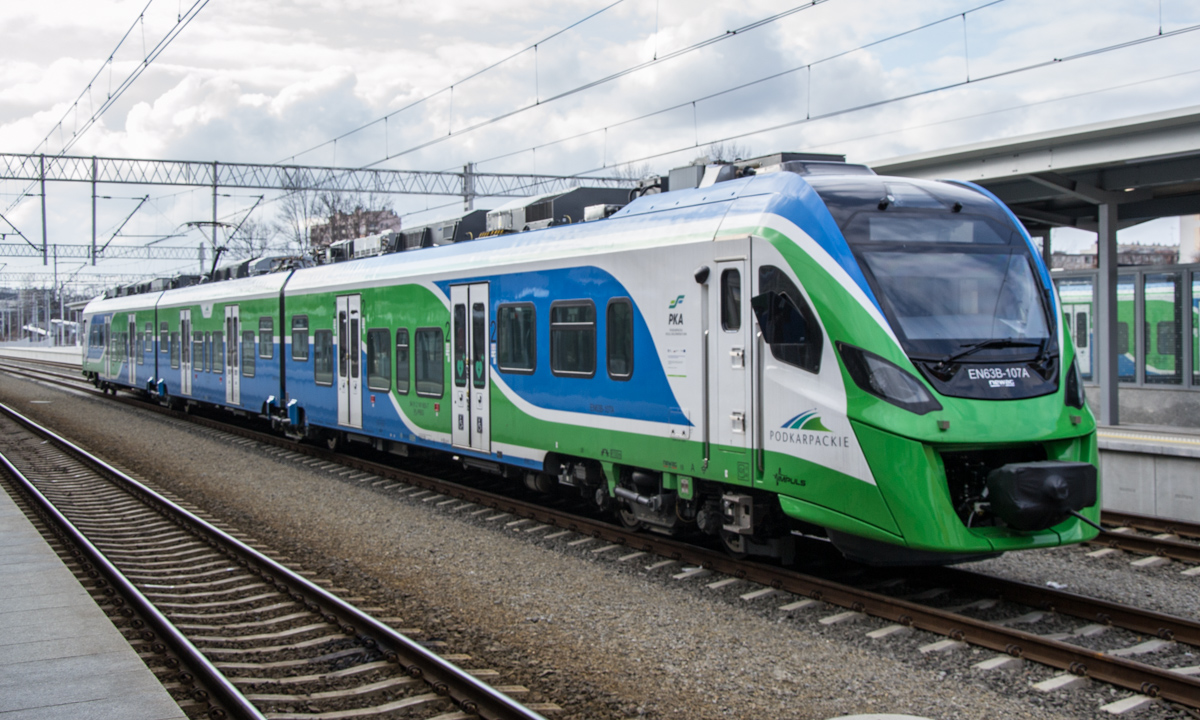
Jednostka EN63B-107

Do obsługi kursów zakupiono 8 trzyczłonowych elektrycznych zespołów trakcyjnych Impuls typu EN63B oraz 2 dwuczłonowe spalinowe zespoły trakcyjne typu SA140. Poza tymi pojazdami pociągi PKA obsługiwane są innymi zespołami trakcyjnymi np. 31WEbb, 36WEhb, SA135 oraz pozostałymi.
| Pojazd                       | Liczba sztuk | Liczba członów | Liczba miejsc siedzących | Całkowita liczba miejsc | Napęd       | Lata produkcji | Układ drzwi | Właściwości |             |
| ---------------------------- | ------------ | -------------- | ------------------------ | ----------------------- | ----------- | -------------- | ----------- | --- | ----------- |
| Newag Impuls 2 36WEdb, EN63B | 8            | 3              | 138                      | 304                     | elektryczny | 2020           | 2-2-2       | przewóz osób na wózkach · przewóz rowerów · gniazdka elektryczne · klimatyzacja przestrzeni pasażerskiej · ubikacja · Internet bezprzewodowy · automaty biletowe · kasowniki · system informacji pasażerskiej · monitoring · pojazd niskopodłogowy | [ 7 ]       |
| Newag 222M SA140             | 2            | 2              | 115                      | 257                     | spalinowy   | 2020           | 1-1         | przewóz osób na wózkach · przewóz rowerów · gniazdka elektryczne · klimatyzacja przestrzeni pasażerskiej · ubikacja · Internet bezprzewodowy · automaty biletowe · kasowniki · system informacji pasażerskiej · monitoring · pojazd niskopodłogowy | [ 8 ] [ 9 ] |

Jednostka EN63B-108 dnia 14 stycznia 2022 roku brała udział w wypadku na przejeździe kolejowo drogowym podczas obsługi kursu PKA Rzeszów Główny-Kolbuszowa co skutkowało całkowitym spaleniem członu A. Naprawa została wykonana w zakładzie Newag.

## Infrastruktura

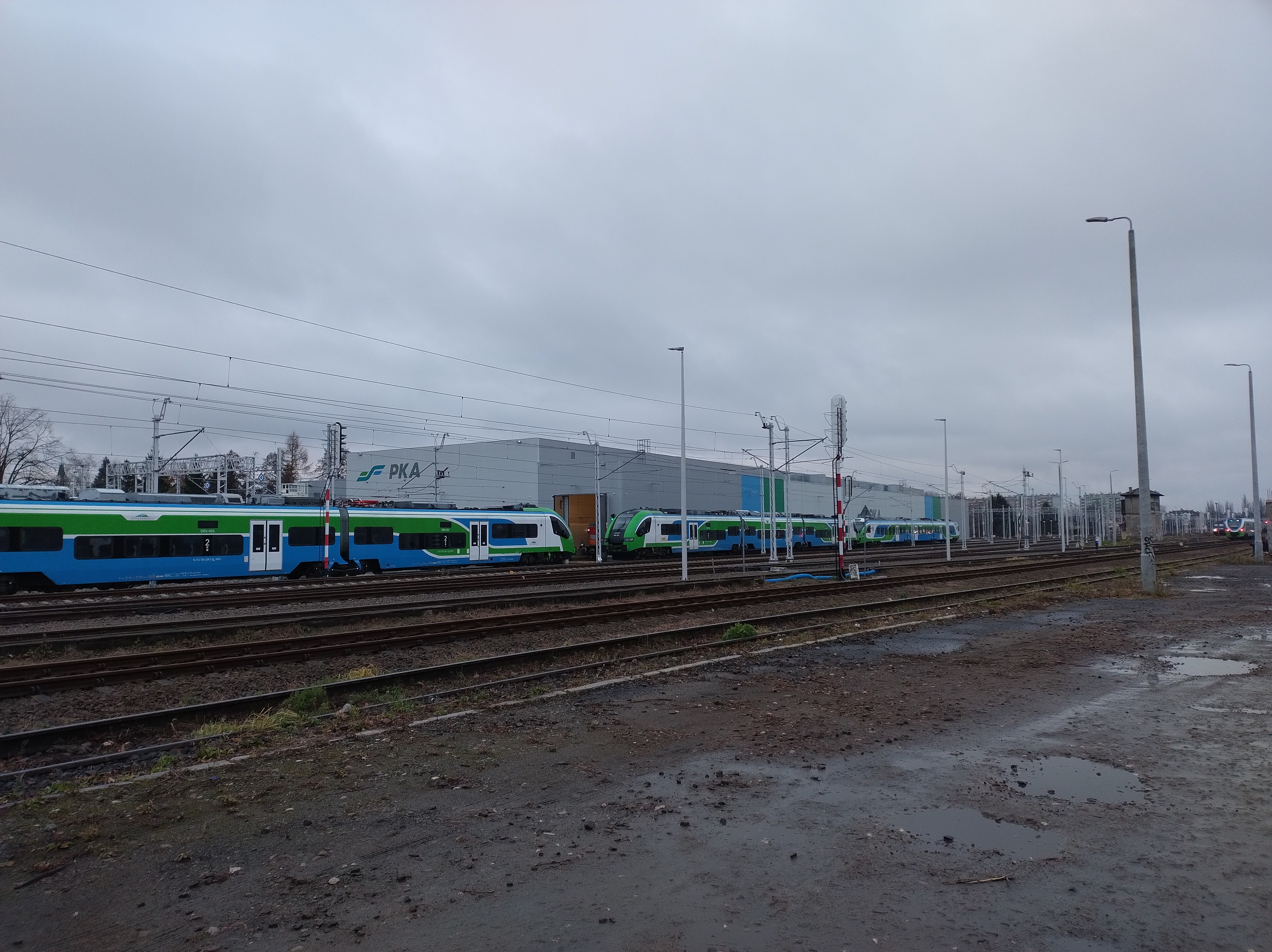
Hala serwisowa Podkarpackiej Kolei Aglomeracyjnej na stacji Rzeszów Staroniwa

### Zaplecze techniczne
W ramach projektu została zbudowana hala zaplecza technicznego wraz z modernizacją stacji Rzeszów Staroniwa. Otwarcie hali nastąpiło 20 marca 2024 roku. Hala składa się z 12 torów i posiada m.in. myjnię, tokarkę do toczenia zestawów kołowych czy symulator do szkolenia maszynistów.

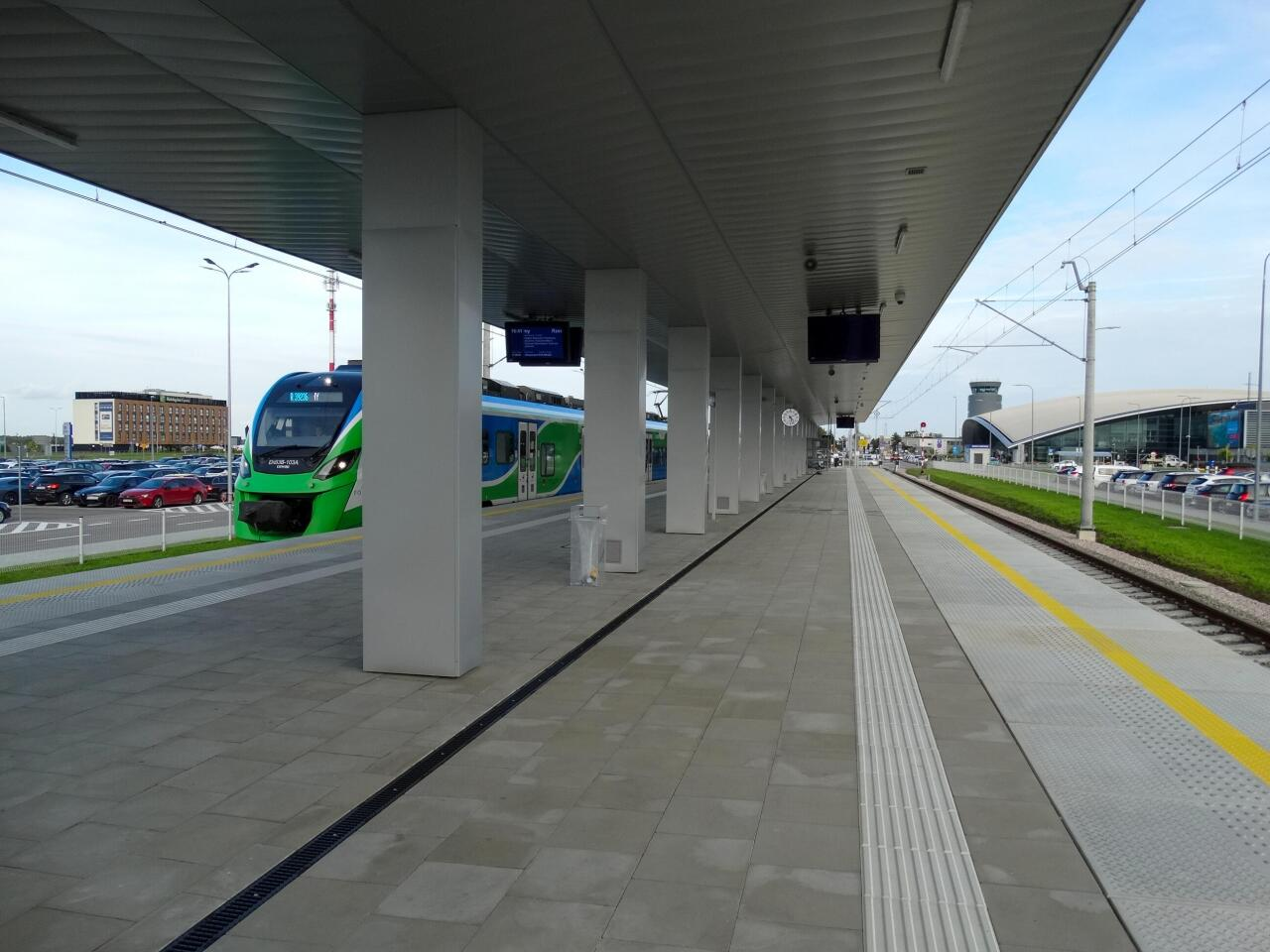
stacja Jasionka Lotnisko i EN63B-103

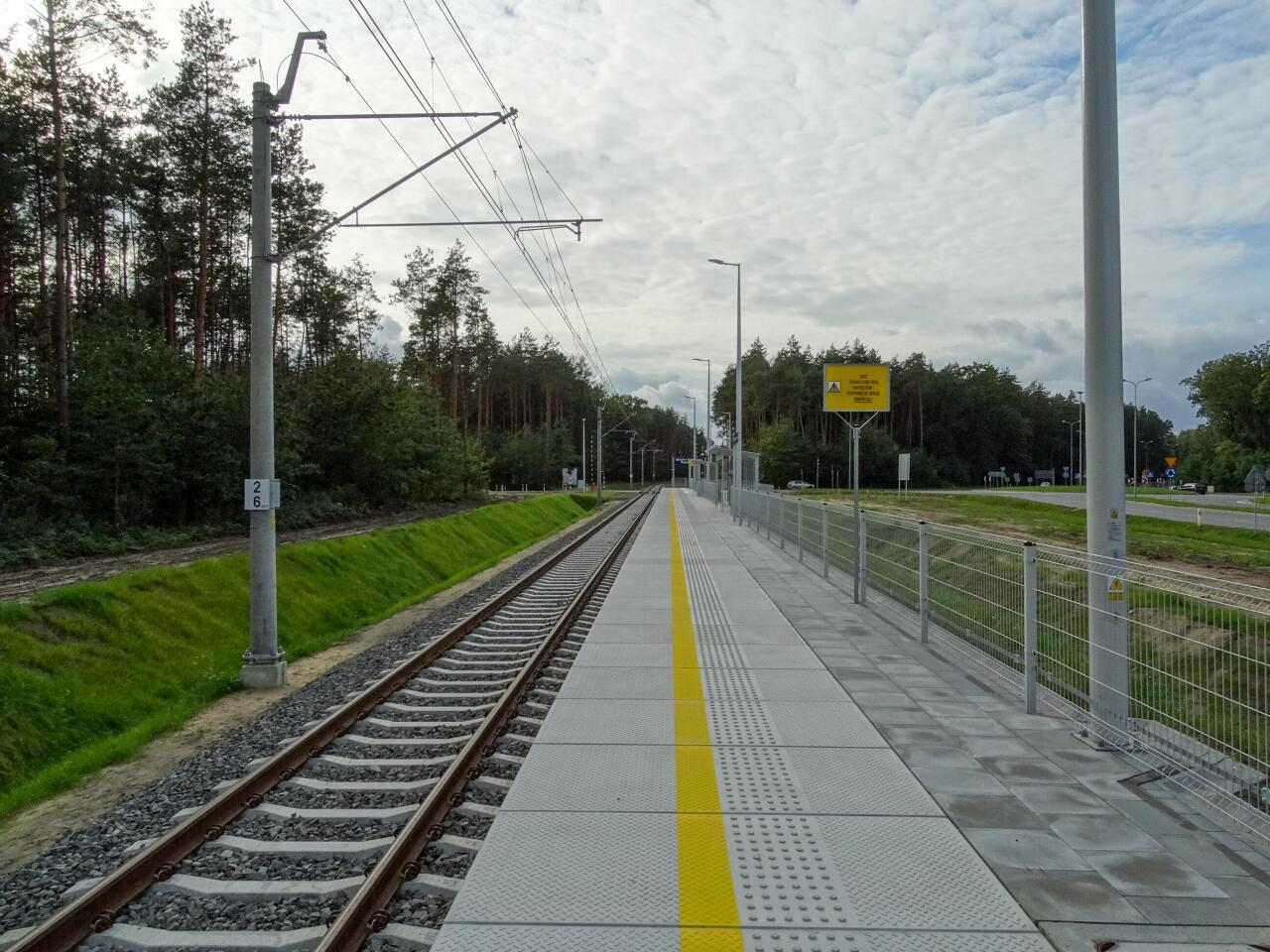
przystanek Głogów Małopolski Południowy

### Linie i przystanki
W ramach PKA wybudowano linię kolejową nr 626 Zaczernie - Jasionka Lotnisko.
Na trasie do Strzyżowa wybudowano 5 nowych przystanków, 3 nowe przystanki w kierunku Kolbuszowej, przystanek Rzeszów Pobitno w kierunku Przeworska oraz 3 przystanki w kierunku Dębicy.

## Bilety
W pociągach PKA, oprócz zwykłej taryfy Polregio obowiązuje taryfa podkarpacka oraz bilety miesięczne zintegrowane z MPK Rzeszów.

## Historia
21 maja 2018 roku władze województwa otrzymały z Programu Operacyjnego Infrastruktura i Środowisko 2014–2020 dofinansowanie w wysokości 117 mln zł na rozwój Podmiejskiej Kolei Aglomeracyjnej, które przeznaczone zostanie na zakup taboru kolejowego oraz budowę zaplecza serwisowego. Całkowita wartość tej części inwestycji wyniesie ponad 287 milionów złotych.
19 lipca 2018 podpisano umowę między urzędem marszałkowskim a Centrum Unijnych Projektów Transportowych na dofinansowanie projektu „Budowa Podmiejskiej Kolei Aglomeracyjnej – PKA: Budowa i modernizacja linii kolejowych oraz infrastruktury przystankowej”, którego całkowita wartość została określona na ponad 301 mln zł, przy czym ponad 208 mln zł pochodzić będzie z Programu Operacyjnego Infrastruktura i Środowisko 2014-2020. Projekt przewiduje budowę linii kolejowej do Portu Lotniczego Rzeszów-Jasionka o długości 4,96 km oraz budowę nowych przystanków osobowych, peronów, mijanek, wiaduktu oraz parkingów typu „park&ride”. Przewiduje się także punktowe prace torowe na liniach kolejowych nr 71, 91 i 106, zmodernizowanych w poprzednich perspektywach unijnych.